# Пепелява каня
Пепелявата (сива) каня (Elanus caeruleus или Пепелява каничка) е сравнително дребна дневна граблива птица от семейство Ястребови (Accipitridae).

## Физическа характеристика
- Дължината на тялото – около 33 cm.
- Размаха на крилете – 80-94 cm.
- Тегло – 210 - 260 гр.
- Цвят на очите - Цветът на очите при младите птици е кафяв,а на възрастните е оранжевочервен до червен.
- Оперение - С изключение на черните си върхове на крилата, Пепелявата каня в полета изглежда почти чисто бяла отдолу. Когато е в седнало положение, черните рамене на Пепелявата каня ясно се открояват и стоят в рязък контраст със светлосиво-синия гръб и бялата глава. Младите птици са оцветени в горната си част в сивокафяв цвят,а в долната част са бели с червени оттенъци.

## Разпространение и местообитание
Среща се в Европа (включително България), Азия и Африка. Предпочита открити степни местности.

## Начин на живот и хранене
Прелетна птица. Основната плячка на Пепелявата каня се състои от различни насекоми,скакалци, мишки и малки птици от всякакъв вид. Ловува, като непрестанно обикаля неголемия си ловен район.

## Размножаване
- Гнездо – на дърветата.
- Яйца – 3-5 броя, размери 39 х 31 mm.
- Мътене – трае 25-28 дни. Мъти само женската. Малките напускат гнездото на около 30-35 дни. Те ще бъдат обгрижвани още няколко седмици с храна,най-често от мъжкия. Отглежда едно люпило годишно.
- Моногамни птици.

## Природозащитен статут
- Червен списък на световнозастрашените видове (IUCN Red List) - Незастрашен (Least Concern LC)[3]
- Директива за птиците на ЕС – Приложение 1[4]

На територията на България е защитен от закона вид.